# Rajd Grecji 1997
Rezultaty Rajdu Grecji (44. Acropolis Rally of Greece), eliminacji Rajdowych Mistrzostw Świata w 1997 roku, który odbył się w dniach 7-11 czerwca. Była to ósma runda czempionatu w tamtym roku. Bazą rajdu było miasto Ateny.

## Wyniki końcowe rajdu
| Msc.                   | Kierowca               | Pilot                  | Samochód                    | Czas                   | Strata                 | Grupa                  | Punkty                 |                        |
| Klasyfikacja generalna | Klasyfikacja generalna | Klasyfikacja generalna | Klasyfikacja generalna      | Klasyfikacja generalna | Klasyfikacja generalna | Klasyfikacja generalna | Klasyfikacja generalna | Klasyfikacja generalna |
| ---------------------- | ---------------------- | ---------------------- | --------------------------- | ---------------------- | ---------------------- | ---------------------- | ---------------------- | ---------------------- |
| 1                      | Carlos Sainz           | Luis Moya              | Ford Escort WRC             | 4:56.24                | 0.0                    | A8 M                   | 10                     |                        |
| 2.                     | Juha Kankkunen         | Juha Repo              | Ford Escort WRC             | 4:56.41                | +0.17                  | A8 M                   | 6                      |                        |
| 3.                     | Tommi Mäkinen          | Seppo Harjanne         | Mitsubishi Lancer Evo IV    | 5:01.27                | +5.03                  | A8 M                   | 4                      |                        |
| 4.                     | Richard Burns          | Robert Reid            | Mitsubishi Carisma GT Evo 4 | 5:01.31                | +5.07                  | A8 M                   | 3                      |                        |
| 5.                     | Thomas Rådström        | Denis Giraudet         | Toyota Celica GT-Four       | 5:04.11                | +7.47                  | A8                     | 2                      |                        |
| 6.                     | Uwe Nittel             | Tina Thörner           | Mitsubishi Lancer Evo III   | 5:06.26                | +10.02                 | A8                     | 1                      |                        |
| 7.                     | Grégoire De Mévius     | Jean-Marc Fortin       | Ford Escort WRC             | 5:07.49                | +11.25                 | A8                     |                        |                        |
| 8.                     | Yukihiko Sakurai       | Ronan Morgan           | Subaru Impreza 555          | 5:11.15                | +14.51                 | A8                     |                        |                        |
| 9.                     | Aris Vovos             | Ioánnis Alvanos        | Subaru Impreza 555          | 5:12.05                | +15.41                 | A8                     |                        |                        |
| 10.                    | Leonídas Kyrkos        | Níkos Panou            | Ford Escort WRC             | 5:14.33                | +18.09                 | A8                     |                        |                        |
| PWRC                   |                        |                        |                             |                        |                        |                        |                        |                        |
| 1 (13.)                | Gustavo Trelles        | Jorge Del Buono        | Mitsubishi Lancer Evo III   | 5:31:35                | -                      | N4                     |                        |                        |
| 2 (14.)                | Luis Climent Asensio   | Álex Romaní            | Mitsubishi Lancer Evo III   | 5:37:46                | +6:11                  | N4                     |                        |                        |
| 3 (21.)                | Pavlos Moschoutis      | Giórgos Kouris         | Mazda 323 GT-R              | 6:07:19                | +35:44                 | N4                     |                        |                        |
| 2L WRC                 |                        |                        |                             |                        |                        |                        |                        |                        |
| 1 (15.)                | Oriol Gómez Marco      | Marc Martí             | Seat Ibiza Kit Car          | 5:39:17                | -                      | A7                     |                        |                        |
| 2 (16.)                | Pavel Sibera           | Petr Gross             | Škoda Felicia Kit Car       | 5:42:40                | +3:23                  | A6                     |                        |                        |
| 2 (17.)                | Takis Dimitrakopoulos  | Konstantinos Stefanis  | Renault Clio Williams       | 5:43:37                | +4:20]                 | A7                     |                        |                        |

1. ↑  Litera M przy oznaczeniu grupy do której należy samochód oznacza, iż tylko ci kierowcy zdobywali punkty dla swoich zespołów liczonych w klasyfikacji producentów na koniec sezonu.

## Klasyfikacja po 8 rundach
Tabele przedstawiają tylko pięć pierwszych miejsc.

### Kierowcy
| Lp. | Kierowca         | Pkt |
| --- | ---------------- | --- |
| 1   | Tommi Makinen    | 42  |
| 2   | Colin McRae      | 32  |
| 3   | Carlos Sainz     | 28  |
| 4   | Piero Liatti     | 18  |
| 5   | Kenneth Eriksson | 14  |

### Producenci
| Lp. | Producent           | Pkt |
| --- | ------------------- | --- |
| 1   | 555 Subaru WRT      | 64  |
| 2   | Mitsubishi Ralliart | 53  |
| 3   | Ford Motor Co. Ltd. | 45  |